# BlackBerry Enterprise Server
BlackBerry Enterprise Server (BES) je klíčovou možností nasazení korporátní bezdrátové sítě, kde BES je softwarová služba umožňující využívat maximum funkcí, které platforma BlackBerry poskytuje. 

## Funkcionalita
Tato služba podporuje 
- systém posílání rychlých zpráv v rámci sítě BlackBerry
- navázaní korporátních e-mailových systémů (Microsoft Exchange Server, IBM Lotus Domino)
- přístup do lokální podnikové sítě

Důležitým předpokladem je přítomnost vlastního poštovního serveru ve firemní infrastruktuře. BES funguje jako spojovací článek, který zprostředkovává komunikaci pro distribuci e-mailů. Zároveň podporuje synchronizaci kontaktů, kalendářů a přenos informačních zpráv mezi stanicemi, mobily a servery.
BES je zpravidla nasazován a spravován síťovými administrátory v rámci společnosti, případně pověřeným IT odborníkem zvaným BlackBerry nebo BES administrator. V České republice mohou firmy využít nabídek tuzemských mobilních operátorů, kteří nabízejí kompletní infrastrukturní a administrativní prostředí pro nasazení BlackBerry Enterprise Server.